# Nimboa immaculata
Nimboa immaculata är en insektsart som beskrevs av Withycombe 1925. Nimboa immaculata ingår i släktet Nimboa och familjen vaxsländor. Inga underarter finns listade i Catalogue of Life.